# Ultratop 200 Albums (Vlaanderen)
Ultratop 200 Albums is de hitlijst van de bestverkochte en meest gespeelde muziekalbums in Vlaanderen. De lijst wordt wekelijks bijgehouden.
In 2004 de hitlijst opgedeeld in twee prijssegmenten: fullprice en midprice. Sinds 2008 worden ook de downloads van albums meegenomen. Deze laatste lijst werd in 2009 opgedeeld met een categorie voor 'catalog downloads', omdat downloads van album relatief lang in de lijst blijven staan, waardoor nieuwkomers er buiten gehouden zouden worden.

## Jaaroverzicht
- 1995: Helmut Lotti – Helmut Lotti Goes Classic
- 1997: Helmut Lotti – Helmut Lotti Goes Classic III
- 1998: Helmut Lotti – Helmut Lotti Goes Classic Final Edition
- 1999: Helmut Lotti – Out of Africa
- 2000: Live – The Distance to Here
- 2001: K3 – Alle kleuren
- 2002: Marco Borsato – Onderweg
- 2003: Eurosong for Kids 2003 – Eurosong for Kids 2003
- 2004: Clouseau – Vanbinnen
- 2005: Coldplay – X&Y
- 2006: Helmut Lotti – The Crooners
- 2007: Clouseau – Vonken & vuur
- 2008: Clouseau – Clouseau 20
- 2009: Kings of Leon – Only by the Night
- 2010: K3 – MaMaSé!
- 2011: Adele – 21
- 2012: Adele – 21
- 2013: Stromae – Racine carrée
- 2014: Stromae – Racine carrée
- 2015: Stan Van Samang – Liefde voor publiek
- 2016: K3 – 10.000 luchtballonnen
- 2017: Ed Sheeran – ÷
- 2018: Niels Destadsbader – Dertig
- 2019: #LikeMe-cast – #LikeMe
- 2020: Liefde voor muziek – Liefde voor muziek (2020)
- 2021: ABBA – Voyage
- 2022: Metejoor – Metejoor
- 2023: Pommelien Thijs – Per ongeluk
- 2024: Taylor Swift - The Tortured Poets Department